# Molobratia chujoi
Molobratia chujoi là một loài ruồi trong họ Asilidae. Molobratia chujoi được Nagatomi & Imaizumi miêu tả năm 1989. Loài này phân bố ở miền Ấn Độ - Mã Lai.